# Rezsőfalva
Rezsőfalva (1899-ig Rudinszka, szlovákul Rudinská) község Szlovákiában, a Zsolnai kerületben, a Kiszucaújhelyi járásban.

## Fekvése
Zsolnától 10 km-re északra fekszik.

## Története
1579-ben Trencsén vármegye adóösszeírásában „Postenni” néven említik először. Első lakója 3 vlach pásztorcsalád és néhány zsellércsalád volt, akik a pásztorkodáson kívül favágással foglalkoztak. 1598-ban pásztortelepülésként szerepel oklevélben „Rudniczka” alakban. 1798-ig a budatíni váruradalom részeként a Szúnyogh család birtoka. Ezután a Csákyak lettek a birtokosai.
A 18. század végén Vályi András így ír róla: „Rudinka, vagy Nagy, és Kis Rudina, és Rudinszka. Három tót falu Trentsén Várm. földes Urok Szúnyog Uraság, lakosaik katolikusok, és másfélék, fekszenek Kisucza Újhelyhez nem meszsze, mellynek filiáji; határbéli földgyeik közép termékenységűek, vagyonnyaik is meglehetősek.”
A Csákyak 1848-ig, a feudalizmus végéig bírták. Lakói közül később sokan a drótosságból éltek és családjukkal együtt vándoroltak egyik helyről a másikra.
Fényes Elek 1851-ben kiadott geográfiai szótárában így ír a faluról: „Rudinszka, tót falu, Trencsén vmegyében, Kisucza-Ujhelytől észak-nyugotra 1 mfd. Számlál 939 kath. Fenyves erdeje derék. F. u. a budetini uradalom. Ut. p. Zsolna.”
Házai fából épültek, az első kőépület csak 1896-ban épült. A trianoni békéig Trencsén vármegye Kiszucaújhelyi járásához tartozott.

## Népessége
| Év:            | 1994. | 2004.   | 2014.   | 2024.   |
| -------------- | ----- | ------- | ------- | ------- |
| Emberek száma: | 894   | 969     | 987     | 1035    |
| Eltérés:       |       | +8,38 % | +1,85 % | +4,86 % |

| Év:            | 2023. | 2024.   |
| -------------- | ----- | ------- |
| Emberek száma: | 1034  | 1035    |
| Eltérés:       |       | +0,09 % |

1910-ben 724 lakosa mind szlovák anyanyelvű volt.
2001-ben 949 lakosából 926 szlovák volt.
2011-ben 968 lakosából 926 szlovák volt.
2021-ben 1015 lakosából 971 szlovák, 5 egyéb és 39 ismeretlen nemzetiségű volt.

## Nevezetességei
- A Szeplőtelen Szűz tiszteletére szentelt római katolikus temploma.
- Szűz Mária tiszteletére szentelt kápolnája.

## Külső hivatkozások
- Hivatalos oldal
- Községinfó
- Rezsőfalva Szlovákia térképén